# Сулфид
Сулфид је хемијско једињење сумпора са оксидационим бројем -2 и још једног хемијског елемента.
Сулфиди најчешће граде: гвожђе, кобалт, никл, бакар, сребро, цинк, жива и олово.
Сулфиди који су настали природним путем се издвајају својом великом густином, углавном су непровидни и проводе електричну струју.
Сулфиди се разлажу и реагују под утицајем површинских и атмосферских вода, прелазећи у обојене оксиде, хидроксиде, карбонате, сулфате и фосфате.
Минерали сулфида се углавном јављају у лежиштима на територији која је била изложена вулканској активности. 

## Некиминерали
- андорит
- антимонит
- аргентопитит
- аргентит
- арсенопирит
- халкопирит
- халкозин
- дискразит
- галенит
- јорданит
- кермезит
- кобалтит
- молибденит
- натријум сулфид (Na2S)
- никленит
- пирит
- пирогенит
- силванит

## Заступљеност
Највеће наслаге се јављају у Јужноафричкој Републици и Канади.